# Окописько (Турка)
Окописько — старовинний єврейський цвинтар у місті Турці Львівської області.

## Історія
Закладення окописька у місті Турці пов'язане з іменем власника міста Антонія Калиновського (пол. Antoni Kalinowski), який після отримання містом у 1730 році Магдебурзького права створив у ньому належні умови для проживання і розвитку єврейської громади: надав їм в оренду житлові приміщення, допомагав у будівництві й створенні дому для перестарілих, спорудив за свої кошти синагогу, школу і друкарню, виділив землю під єврейський цвинтар.
Власне з 1730 року походять перші згадки про поселення в місті перших єврейських родин: у середині XVIII століття в Турці проживало 25 єврейських родин.
Точна дата закладення окописька залишається невідомою, хоча більшість джерел визначає орієнтовний термін створення міського єврейського цвинтаря XIX століттям.
Кінцеве формування території окописька відбулося на початку XX століття, після того як у 1903 році єврейська ґміна міста Турка отримала незалежність. На цей період припадає і найактивніший час функціонування окопища, що було зумовлене інтенсивним збільшенням єврейської громади міста: в 1921 році в Турці налічувалося 10 030 мешканців, у тому числі 4201 єврей (41,9%).
Після нападу Німеччини на СРСР і німецької окупації міста в 1941–1942 роках у приміщенні турківської синагоги знаходилося єврейське гето, з якого місцевих євреїв вивозили на розстріл або переводили в інші концтабори. В січні 1942 р. в Турці відбулися масові акції знищення гітлерівцями євреїв — страта безневинних проходила на території окописька або на околиці міста (поле Гриньове):
 «Трагічної долі зазнали євреї в час гітлерівської окупації. У всіх приміщеннях Синагоги, обнесених колючим дротом, знаходився концентраційний табір. Звідси шлях полонених пролягав до місць страти — на цвинтарі — кіркут, або як місцеве населення називало окопище, інших під конвоєм вели на околицю міста- поле Гриньове. Як правило, ніхто із жертв не мав можливості чинити опір. Їх заставляли самим викопувати собі ями, а потім фашисти проводили розстріл. Одні падали до них від куль, інших закопували живими. Після таких екзекуцій ще довший час здригалась земля над невинно убієнними.»
В серпні 1942 німецькі окупанти вивезли до табору смерті в Белжці (нім. Sonderkommando Belzec der Waffen-SS; пол. Bełżec) близько 4000 євреїв. В грудні 1942 решту турківських євреїв було депортовано до гетто в Самборі. Фактично в цей час окописько припинило своє функціонування через знищення чи еміграцію єврейської громади з міста.
Після війни представники радянської влади та комуністичні функціонери активно сприяли руйнації окопища: відразу по війні при встановленні пам'ятників «совєтським визволителям» у центрі Турки використовувалися плити з єврейських могил, а на початку шістдесятих років XX століття територія поховання була заліснена
В 90-х роках XX століття на території окописька біля його центрального входу було встановлено пам'ятник знак євреям Турки, замордованим фашистами.

## Опис
Окописько у Турці розташоване на південному схилі високої гори, яка височіє над центром міста, безпосередньо біля міського базару. Від історичного центру міста — Площі Ринок — цвинтар відділяє русла річки Яблунька. З вершини гори, на якій розташована центральна частина турківського окопища, відкривається вражаюча панорама міста і його околиць.
Місце розташування окопища в Турці вибрано у повній відповідності до єврейської традиції: Кіркути традиційно розміщувалися за річкою, що символізувало відділення живого від мертвого, і, зазвичай, розташовувалися на високій горі, щоб на неї було важко підніматися і люди не прагнули пошвидше там опинитися. Правда, місцеві мешканці — українці та поляки — трактували такий вибір місця для цвинтаря по-іншому: мовляв, хитрі євреї спеціально ховають своїх небіжчиків поближче до неба і на південній стороні, аби в день Страшного суду вони перші побачили схід Сонця і чимшвидше зайняли чергу в перших рядах . Особливістю Турки є те, що усі міські цвинтарі — спільний український та польський, як і єврейський — розташовані поряд.
Територія окописька займає майже весь південний схил гори та центральну частину її вершини, має площу близько 600 квадратних метрів. Частина окописька, розташована на схилі, густо заліснена насадженнями смерек і кущів. У верхній, центральній частині, яка займає плато гори, збереглися центральна вхідна брама і залишки кам'яної стіни, що відгороджує цвинтар від вулиці (тепер — вулиця вул. А. Шептицького). Одразу за входом на цвинтар на його території розташований пам'ятник знак євреям Турки, замордованим фашистами.
На окопищі збереженими (різного ступеня руйнування) залишилося близько 90 мацев, більша частина з яких знаходиться у залісненій частині. Збереглася низка ранніх (прямокутні стели без декору) та пізніших (стели з символічними образами та епітафіями) пам'ятників. Тексти на стелах збережені частково, але іноді з них можна дізнатися дати народження та смерті й імена єврейських мешканців міста. На чоловічих надгробках зображено, як правило, лева, що лежить, а на жіночих — птаха та менору. На частині пам'яток добре збереглися елементи декору: дерева, виноградні грона, гірлянди.

## Світлини

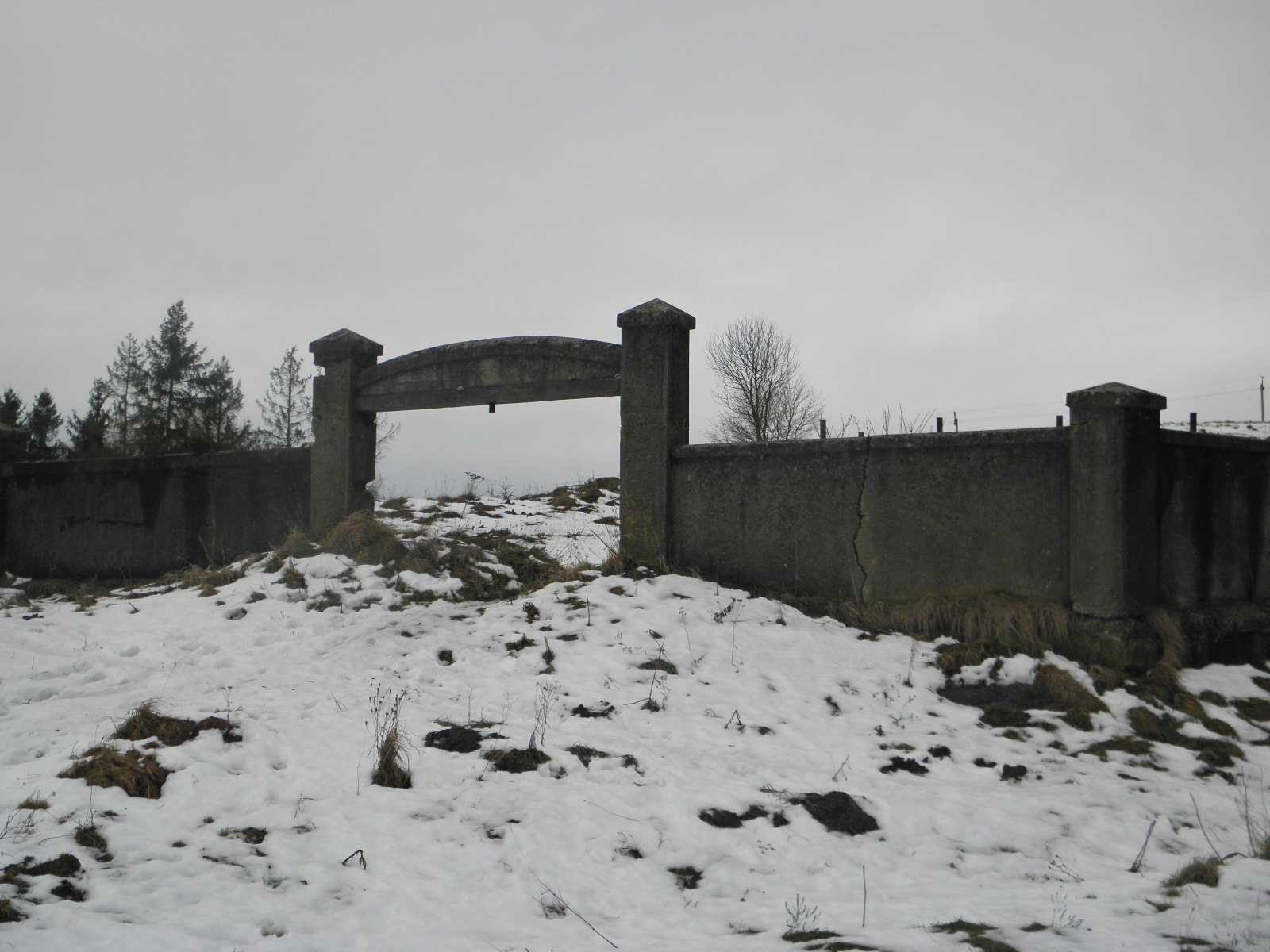
Окопище: головний вхід
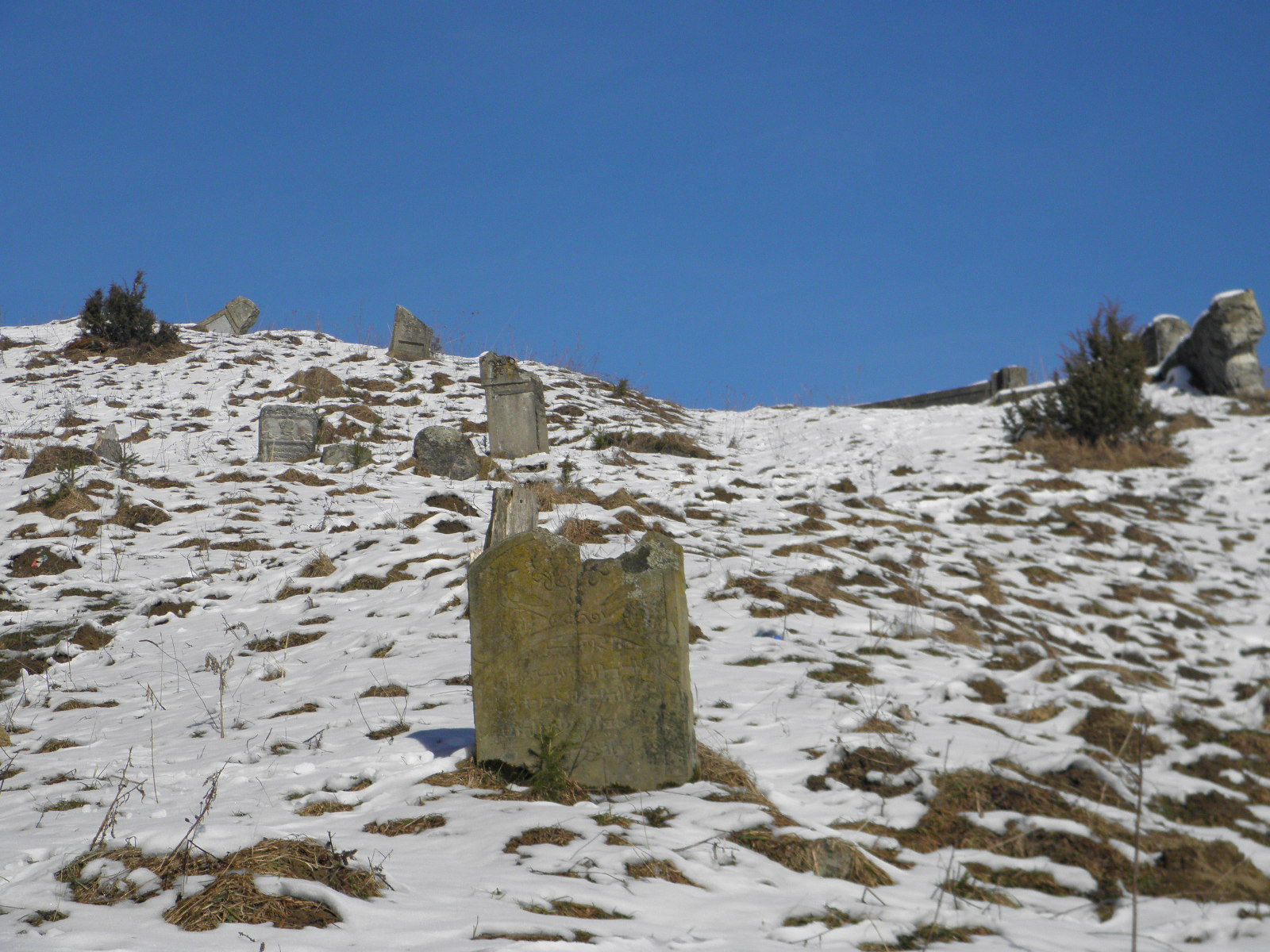
Панорама верхньої частини окописька
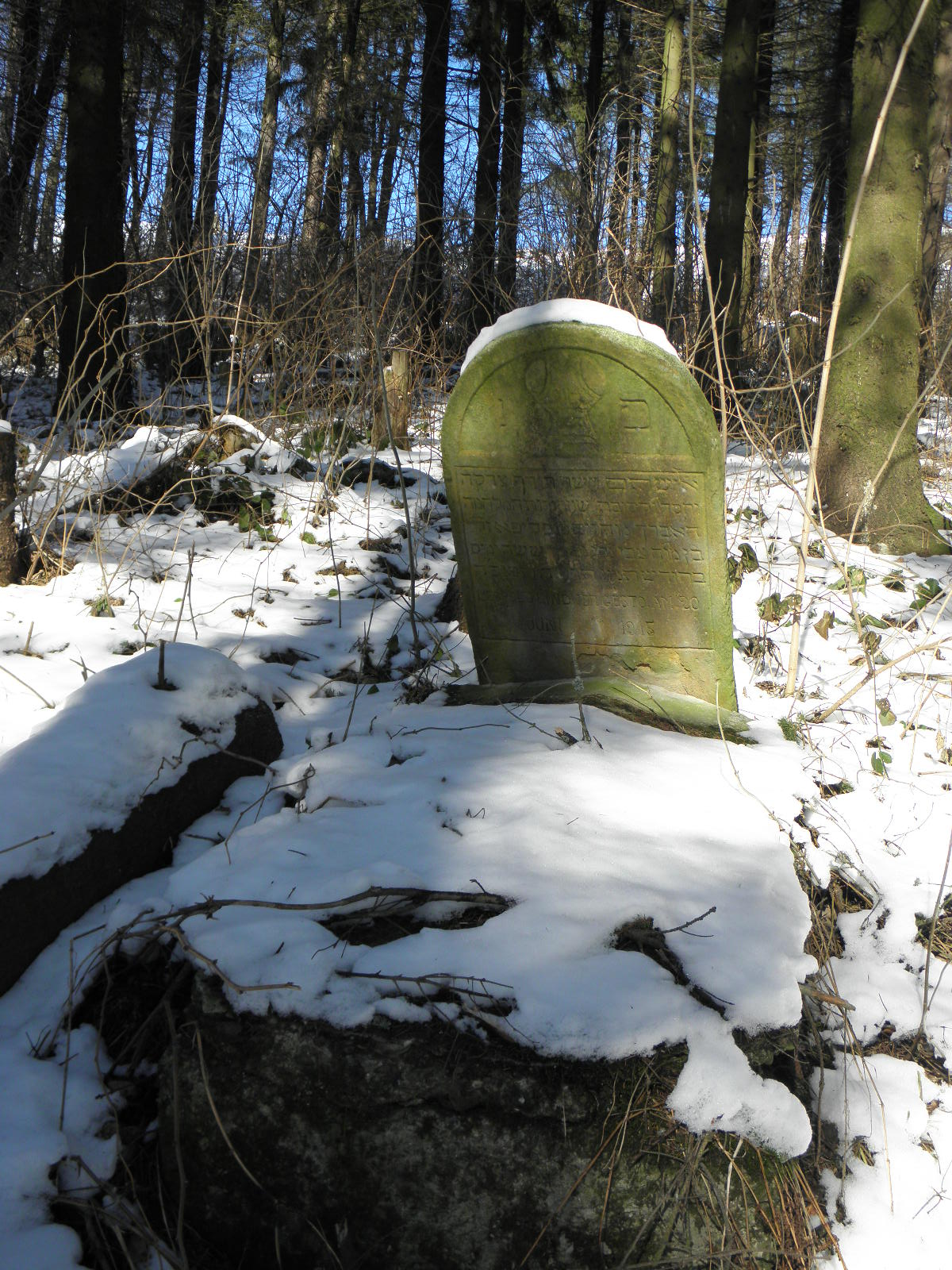
Панорама нижньої частини окописька
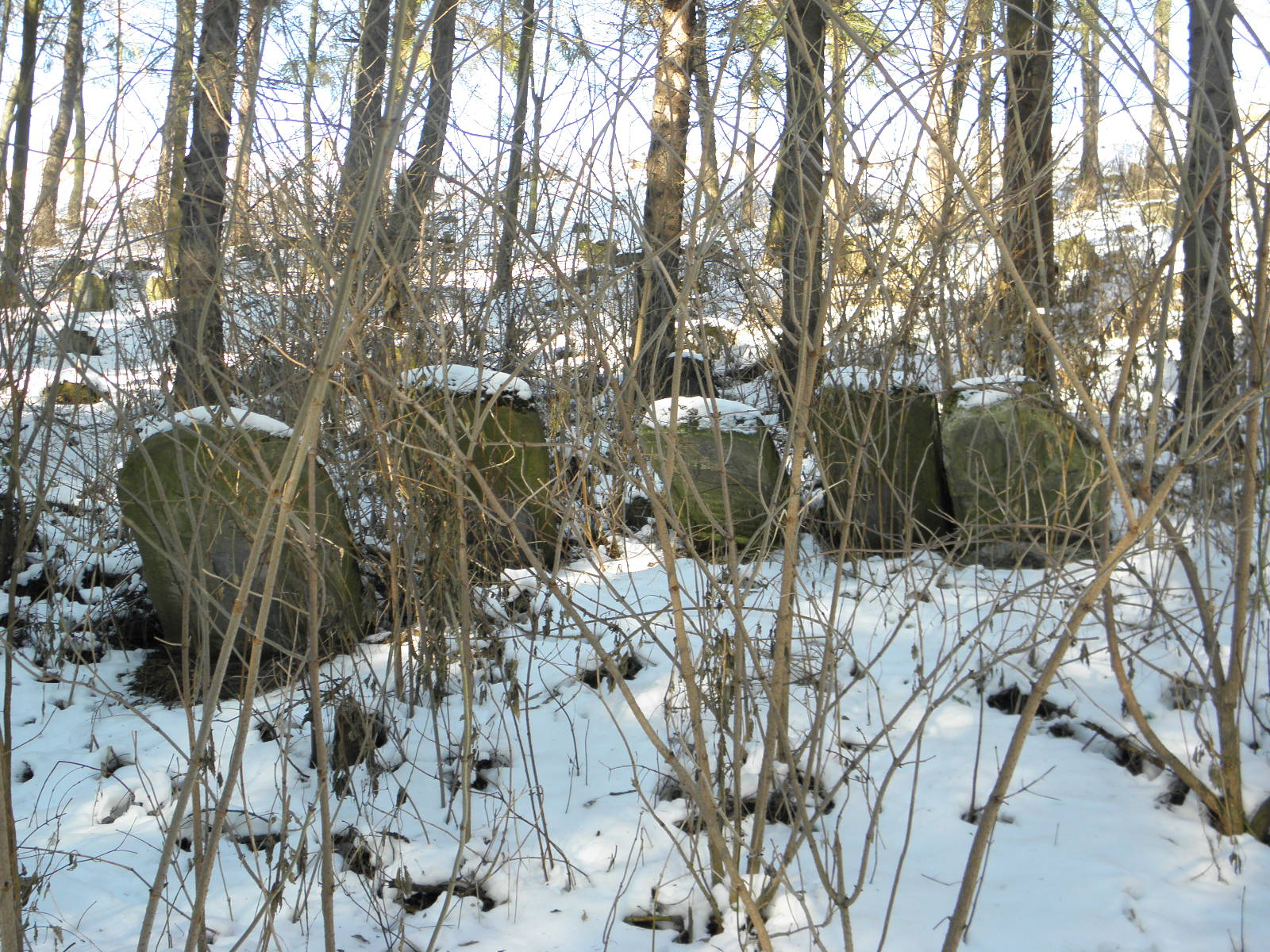
Панорама залісненої частини окописька
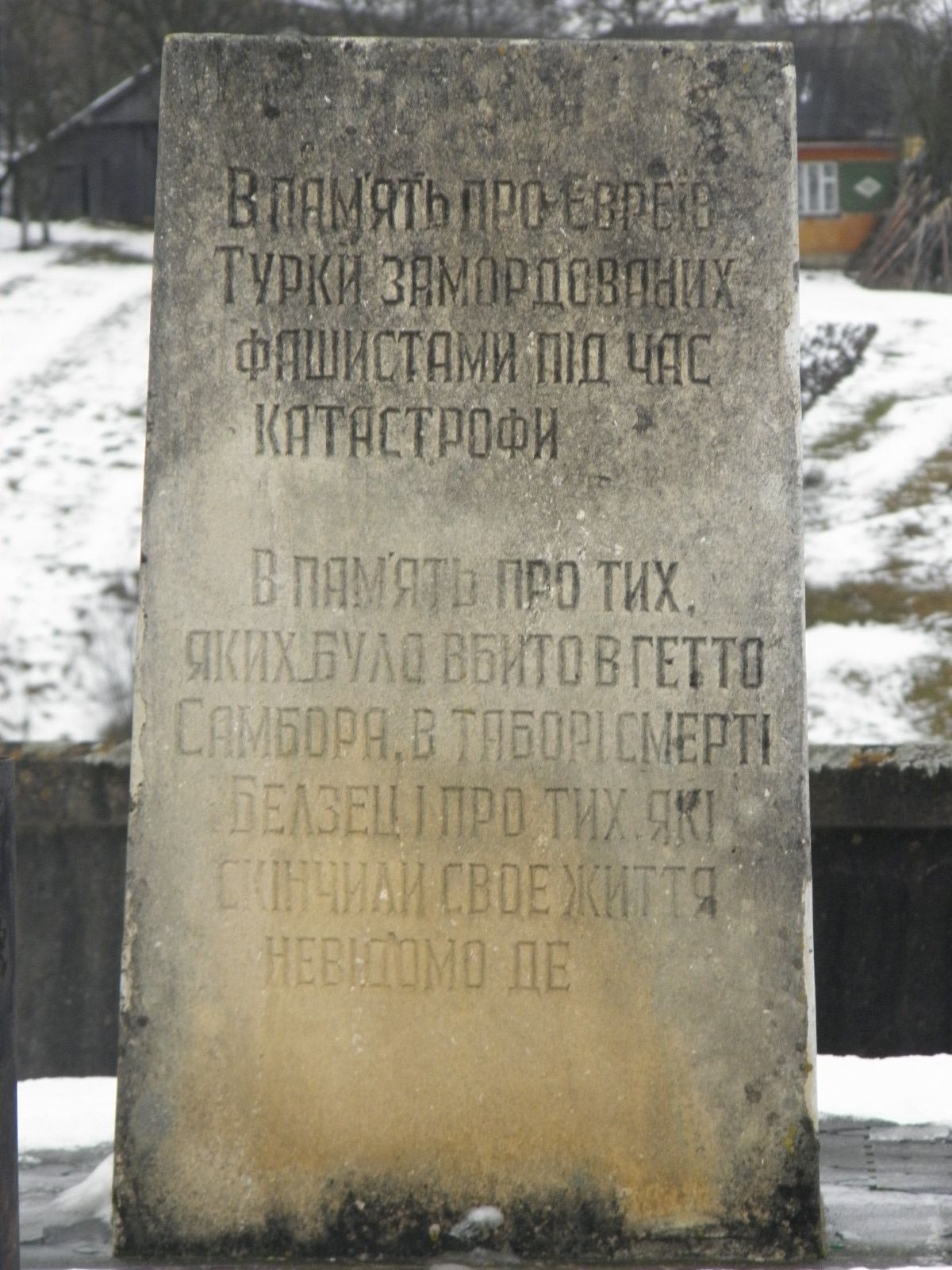
Окопище:пам'ятний знак євреям Турки, замордованим фашистами
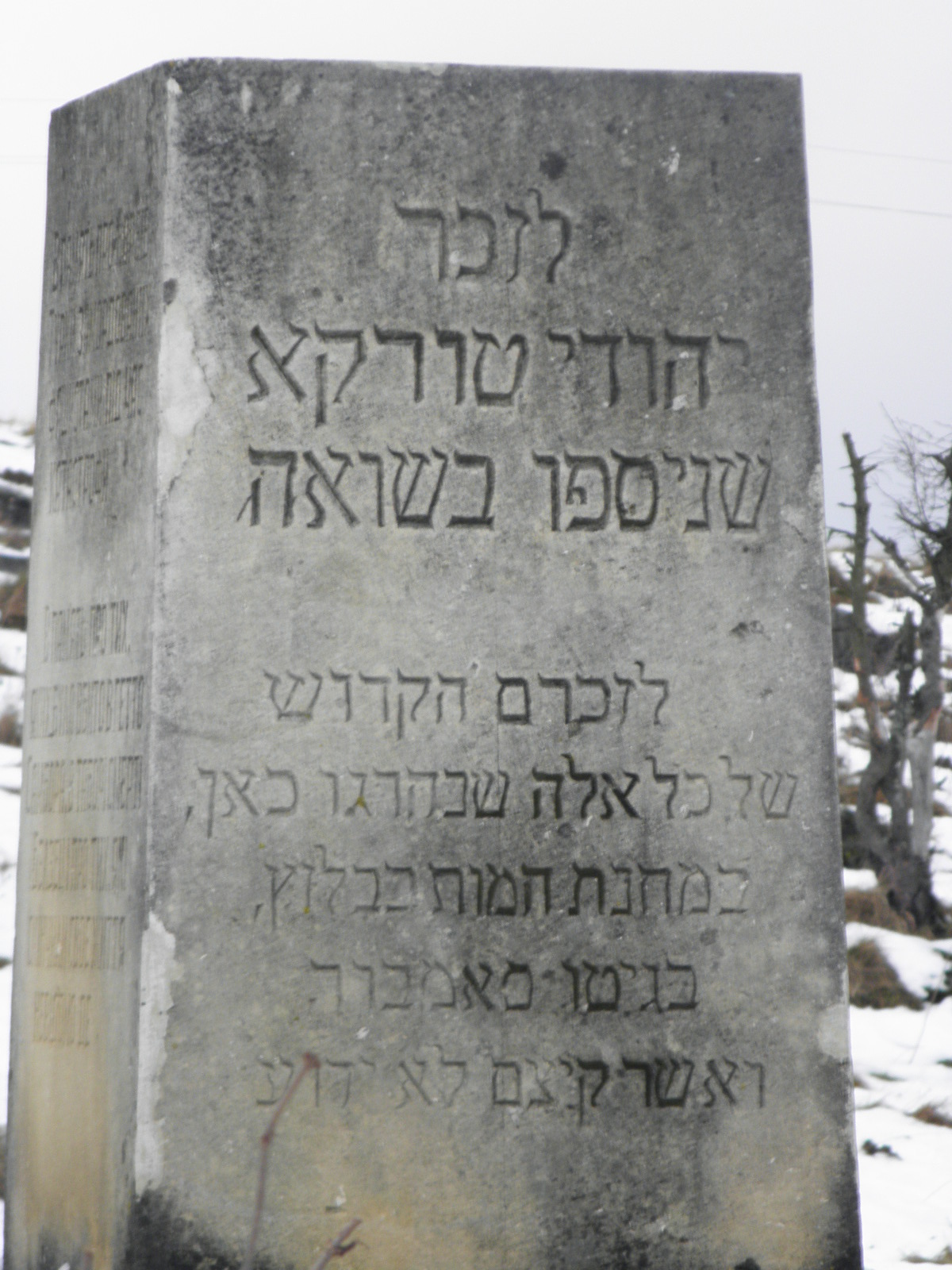
Окопище:пам'ятний знак євреям Турки, замордованим фашистами
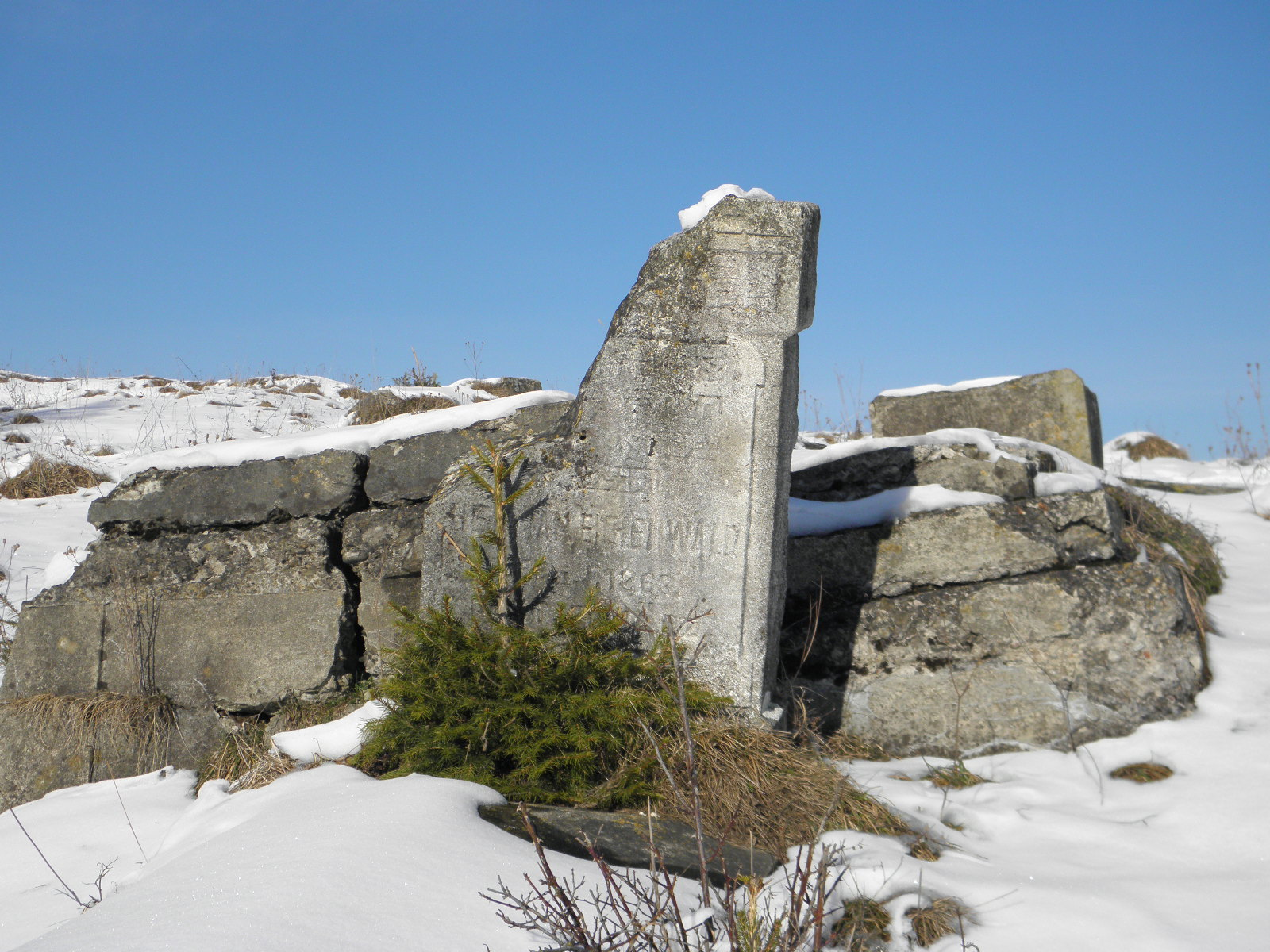
Руїни надмогильних пам'ятників
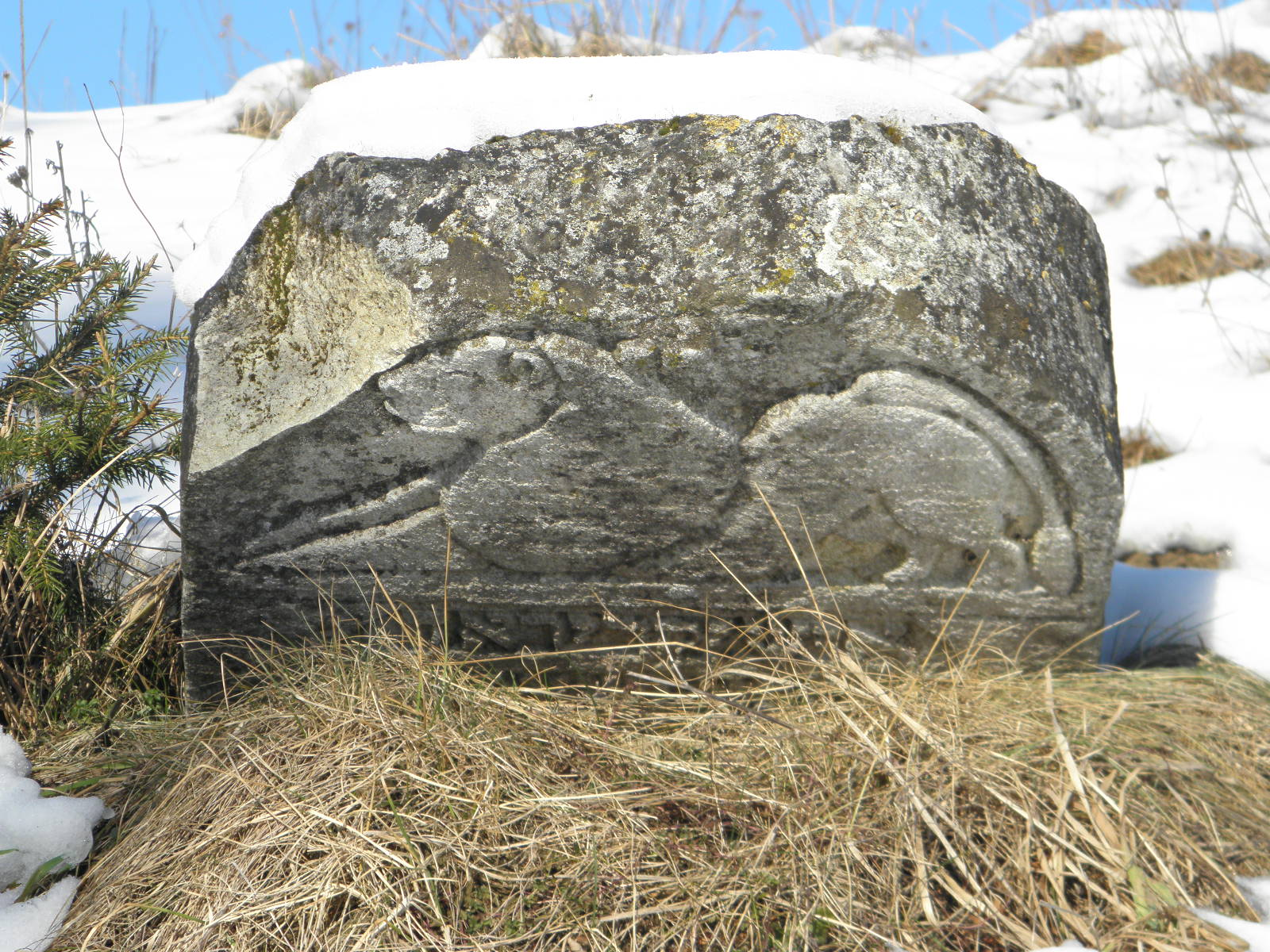
Надмогильний пам'ятник з левом
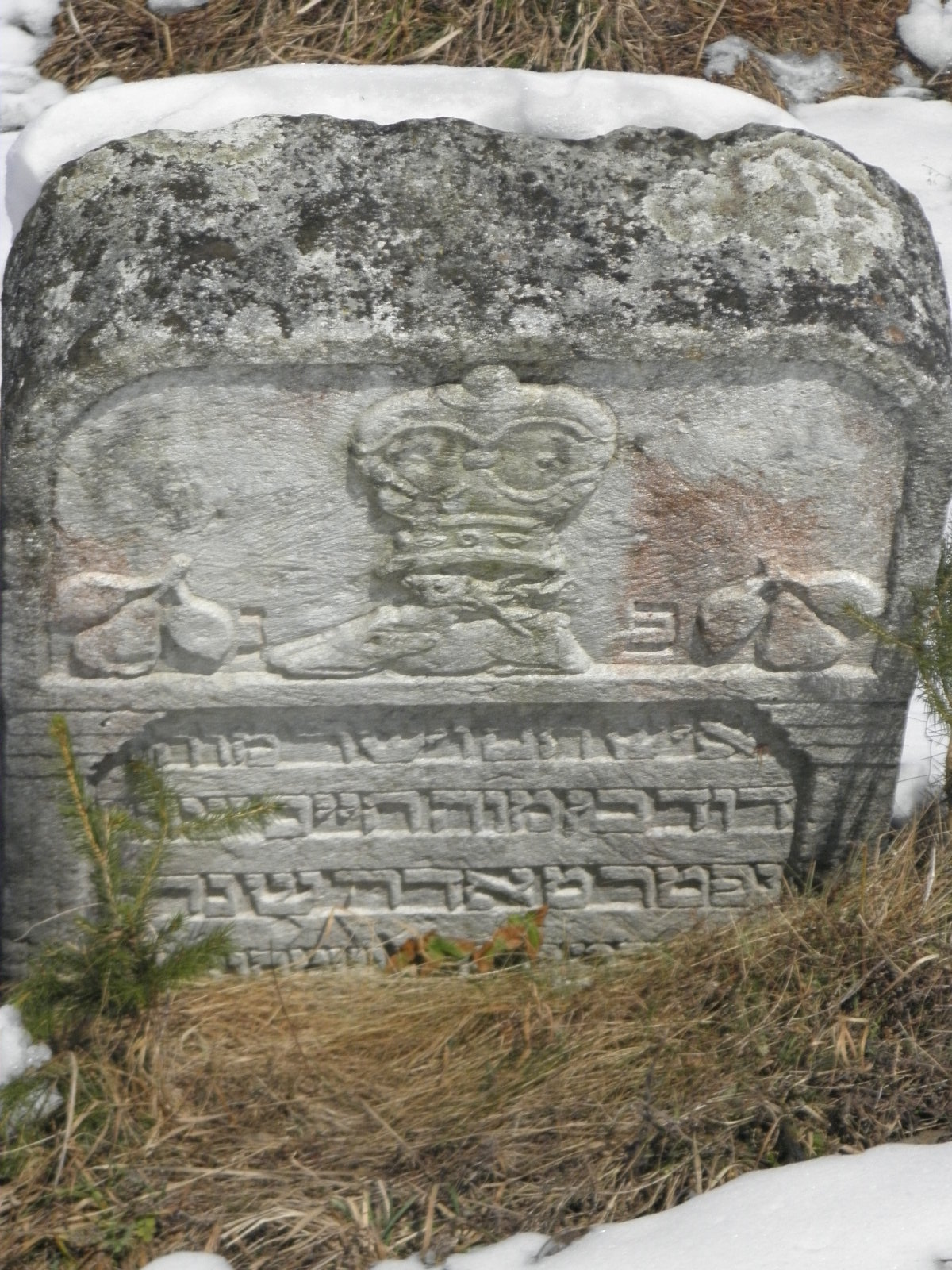
Надмогильний пам'ятник з короною, оленем і плодами
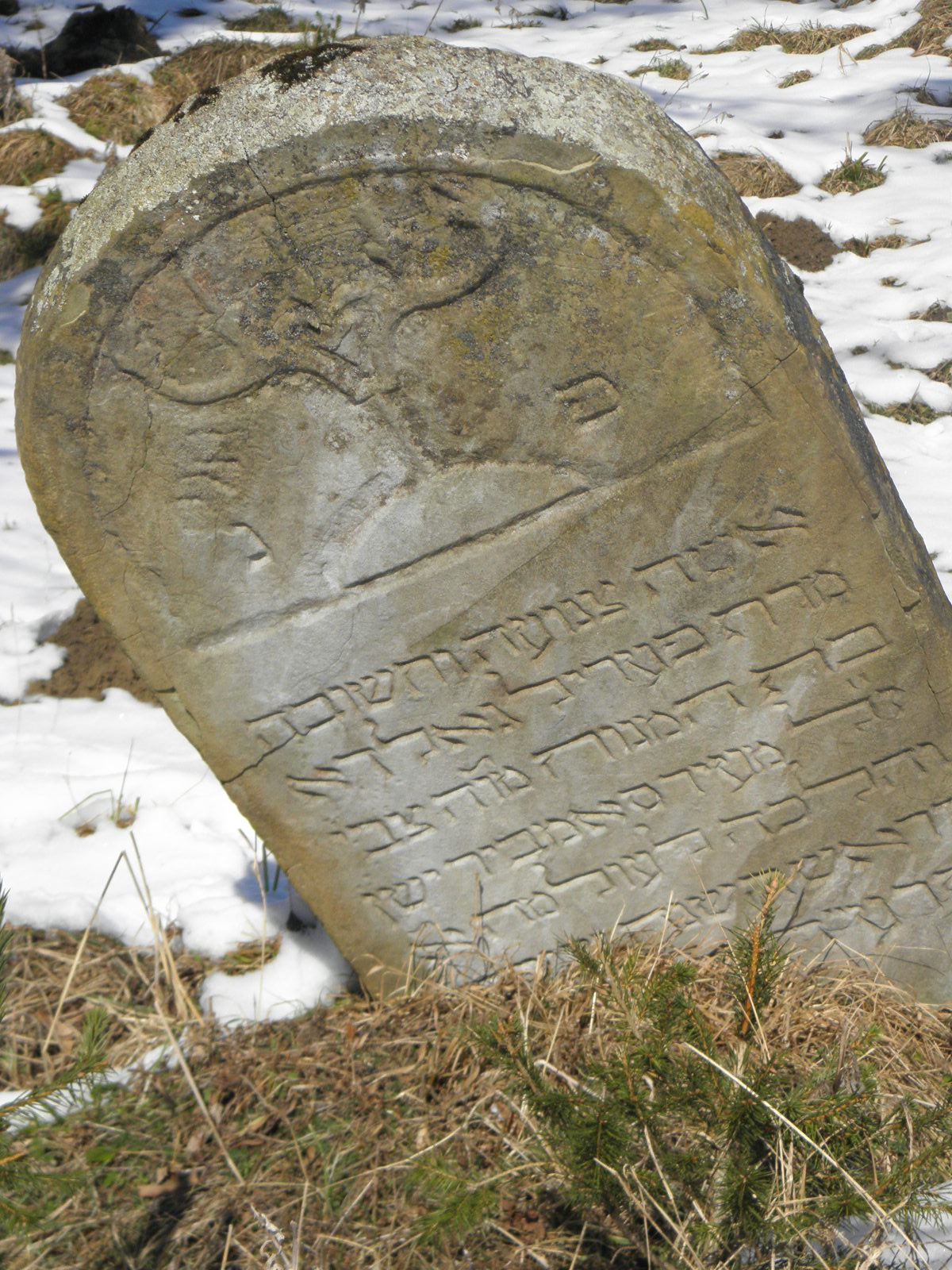
Надмогильний пам'ятник з менорою
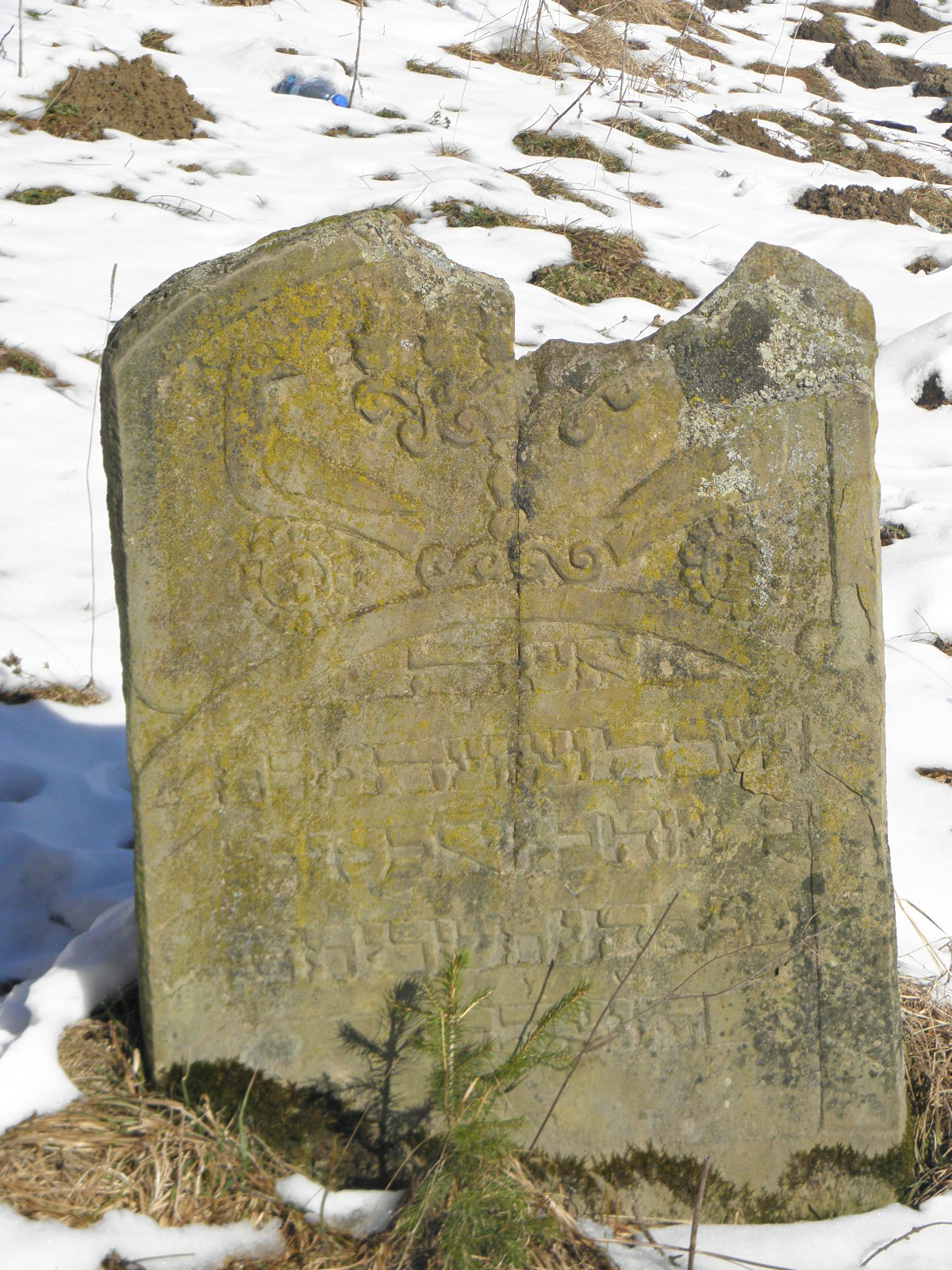
Надмогильний пам'ятник з птахами
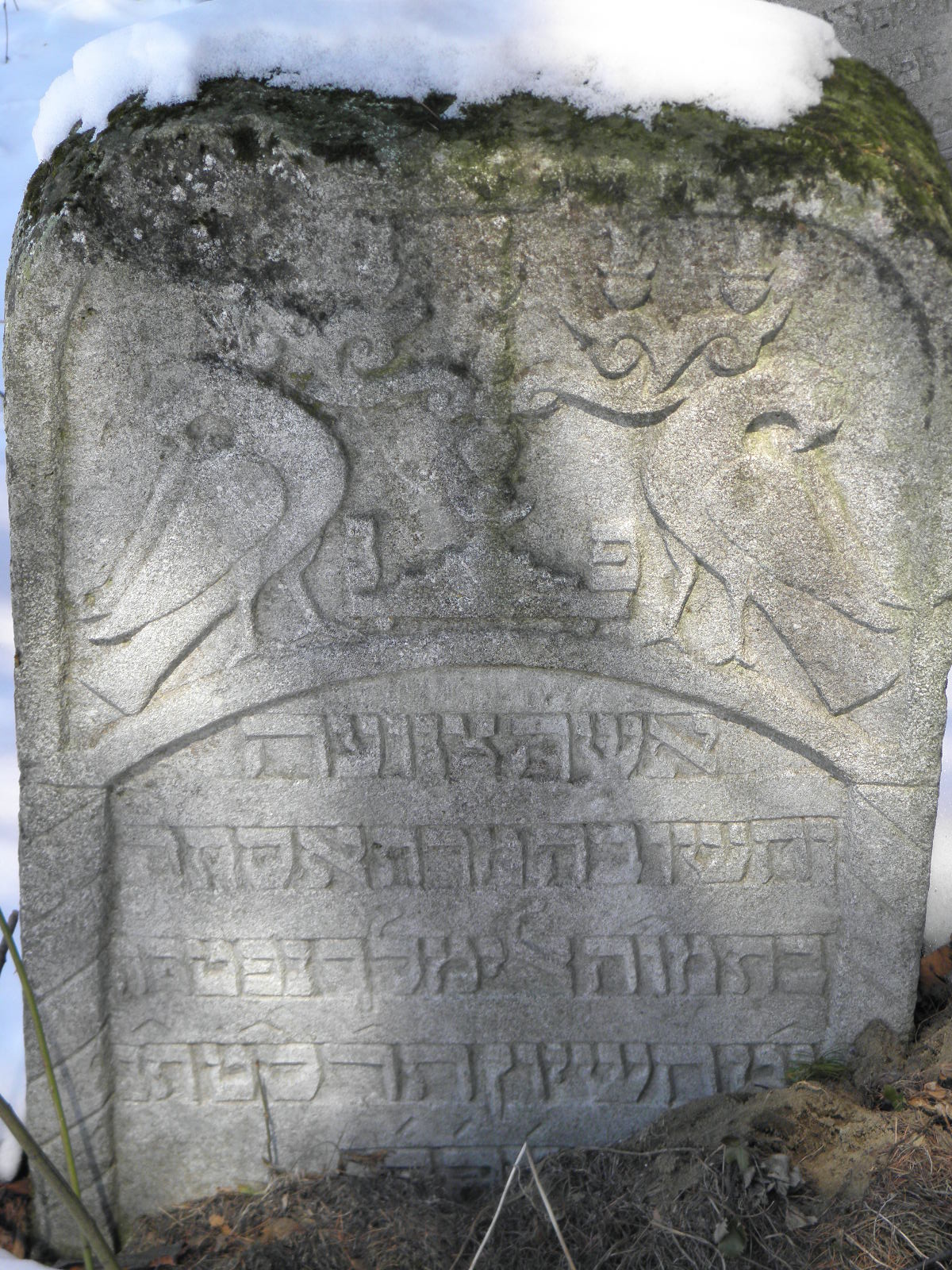
Надмогильний пам'ятник з птахами і менорою
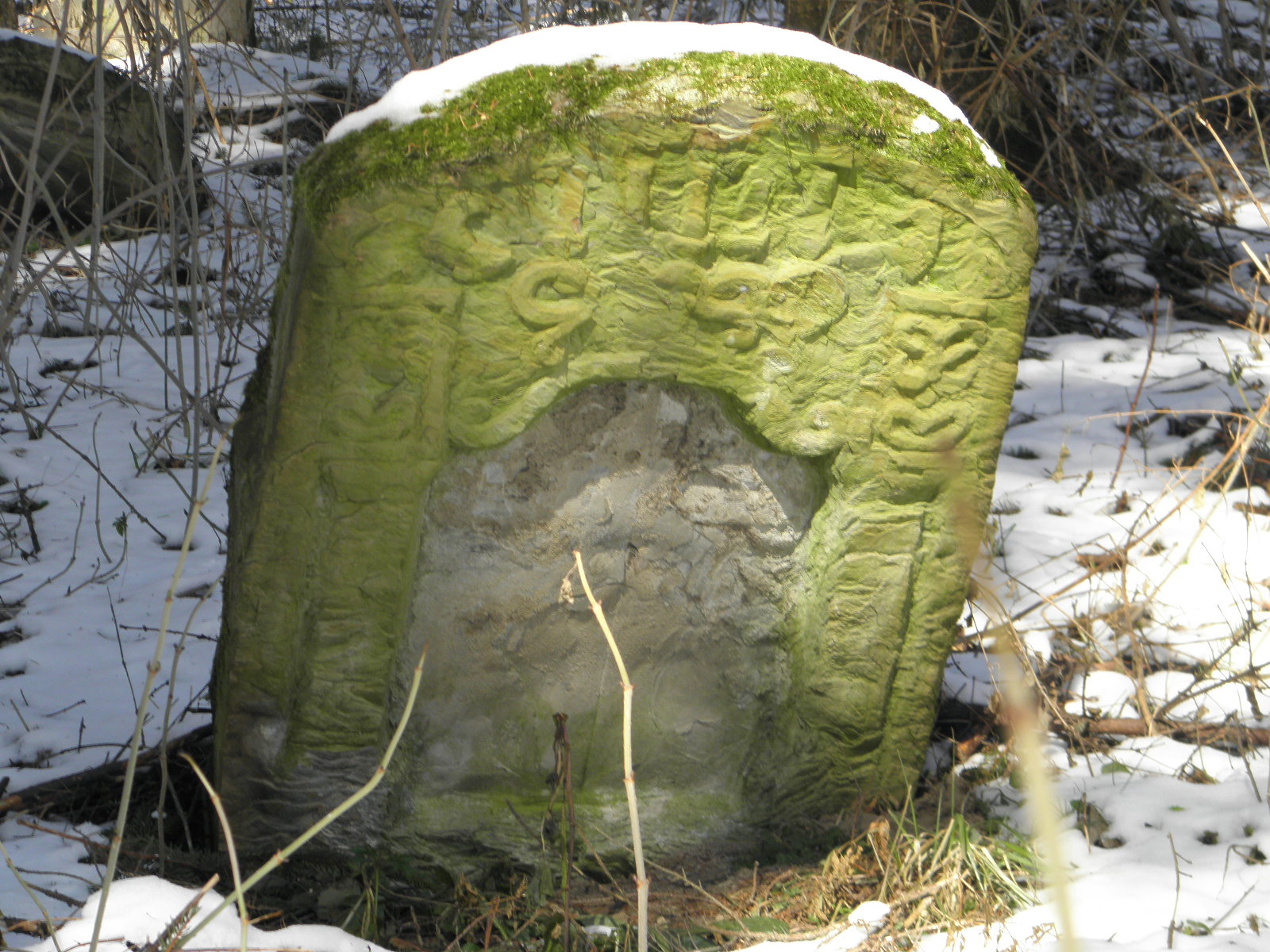
Зруйнований часом надмогильний пам'ятник
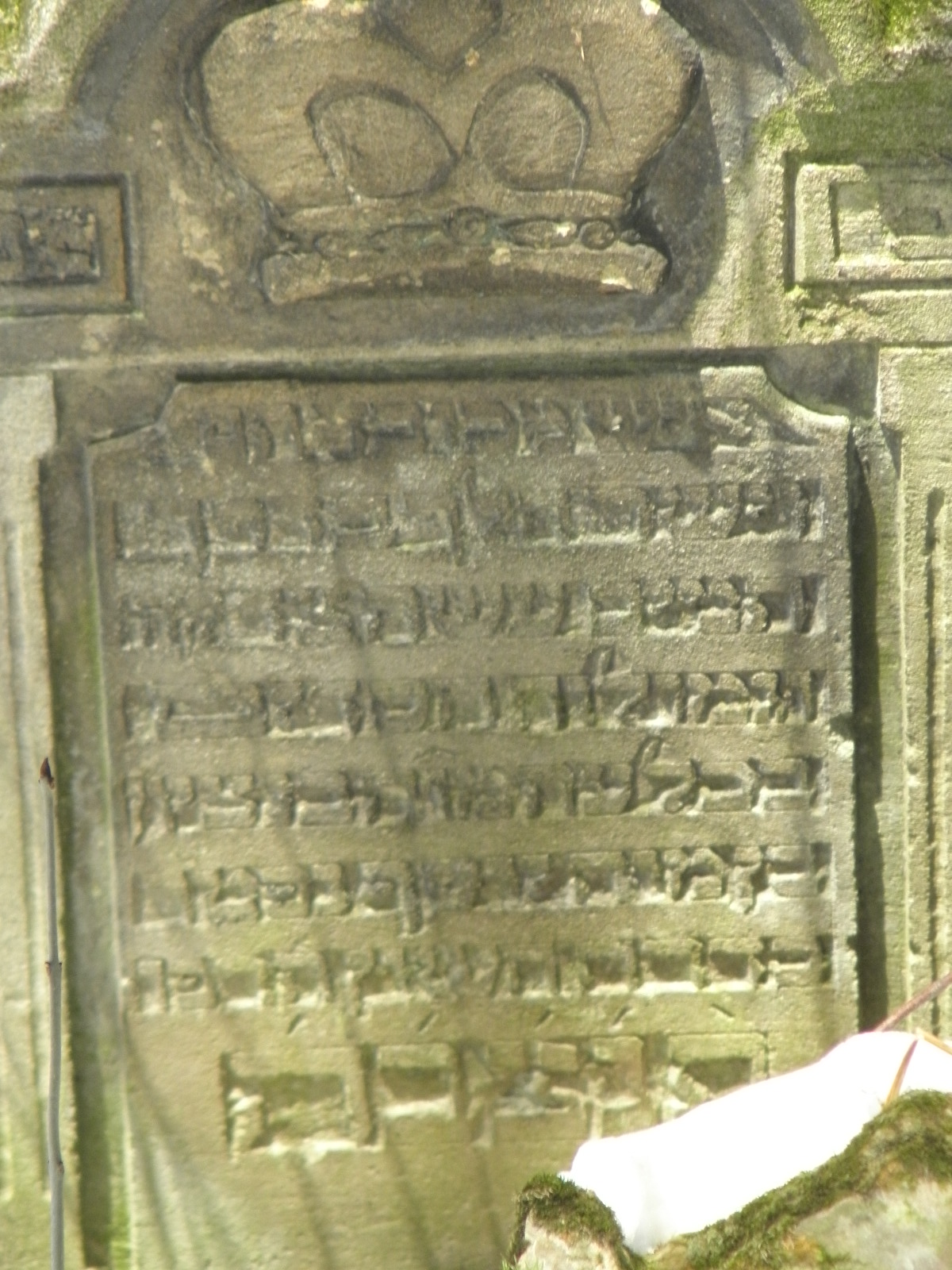
Надмогильний пам'ятник з короною
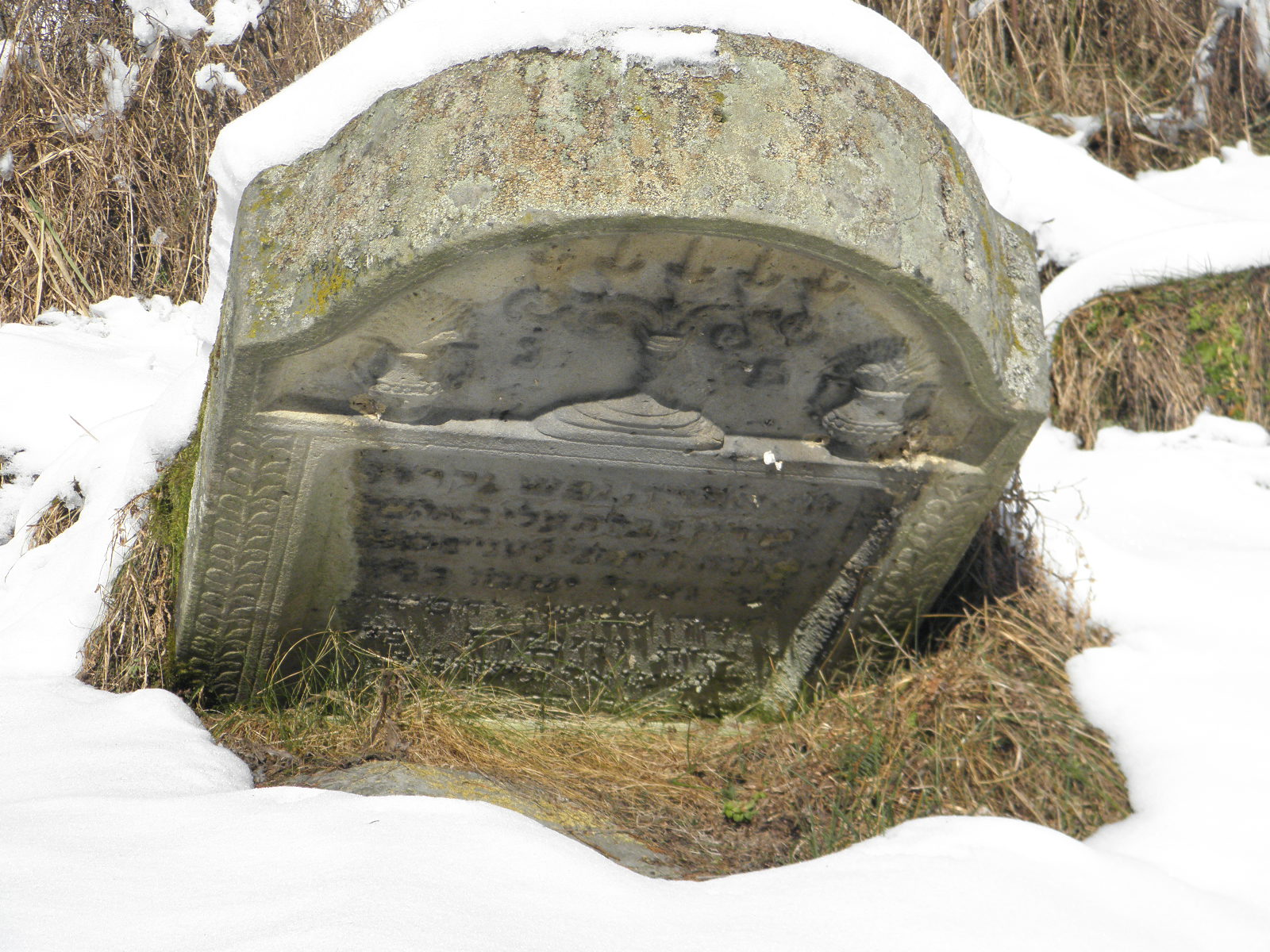
Надмогильний пам'ятник
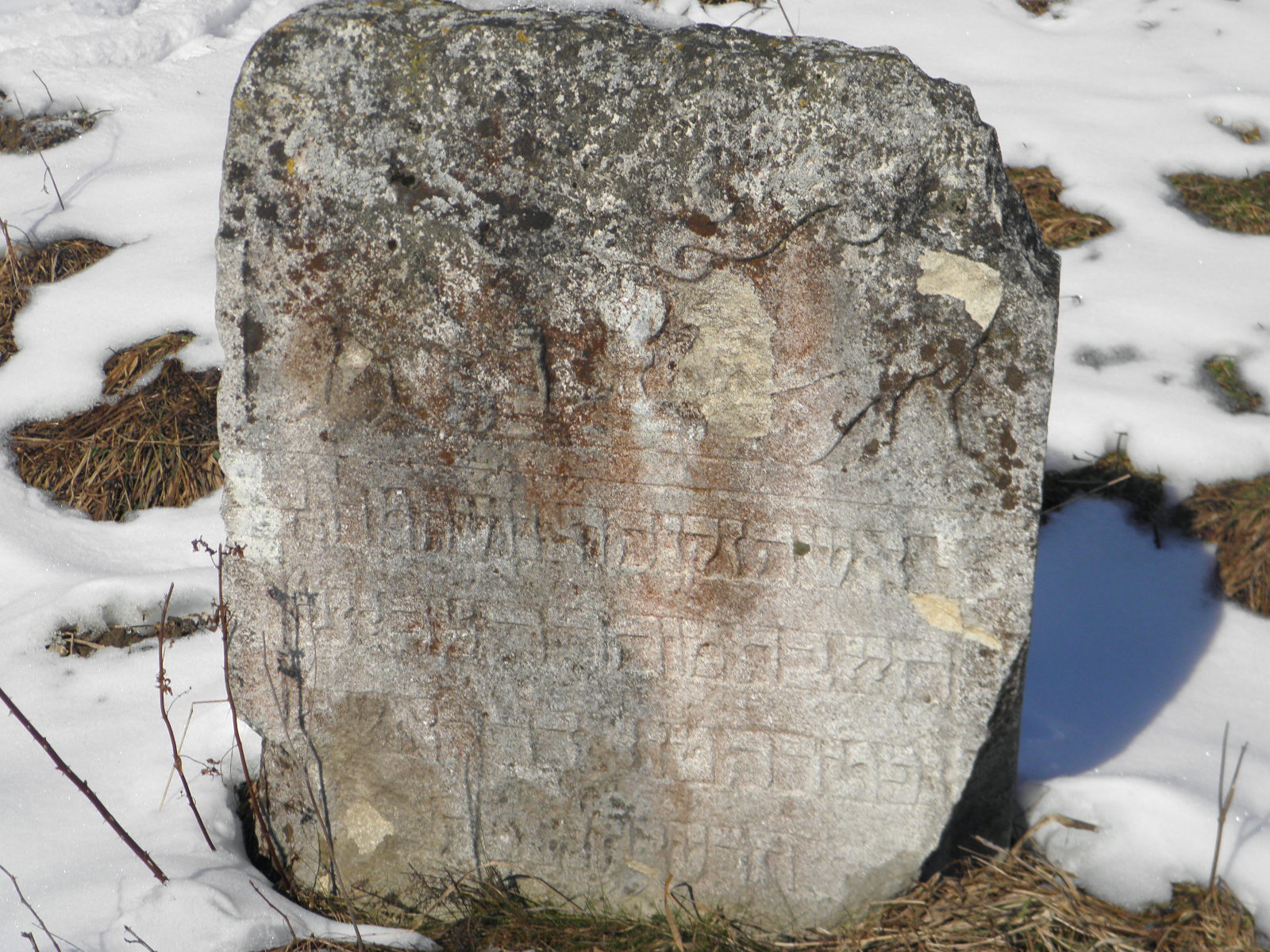
Старий надмогильний пам'ятник
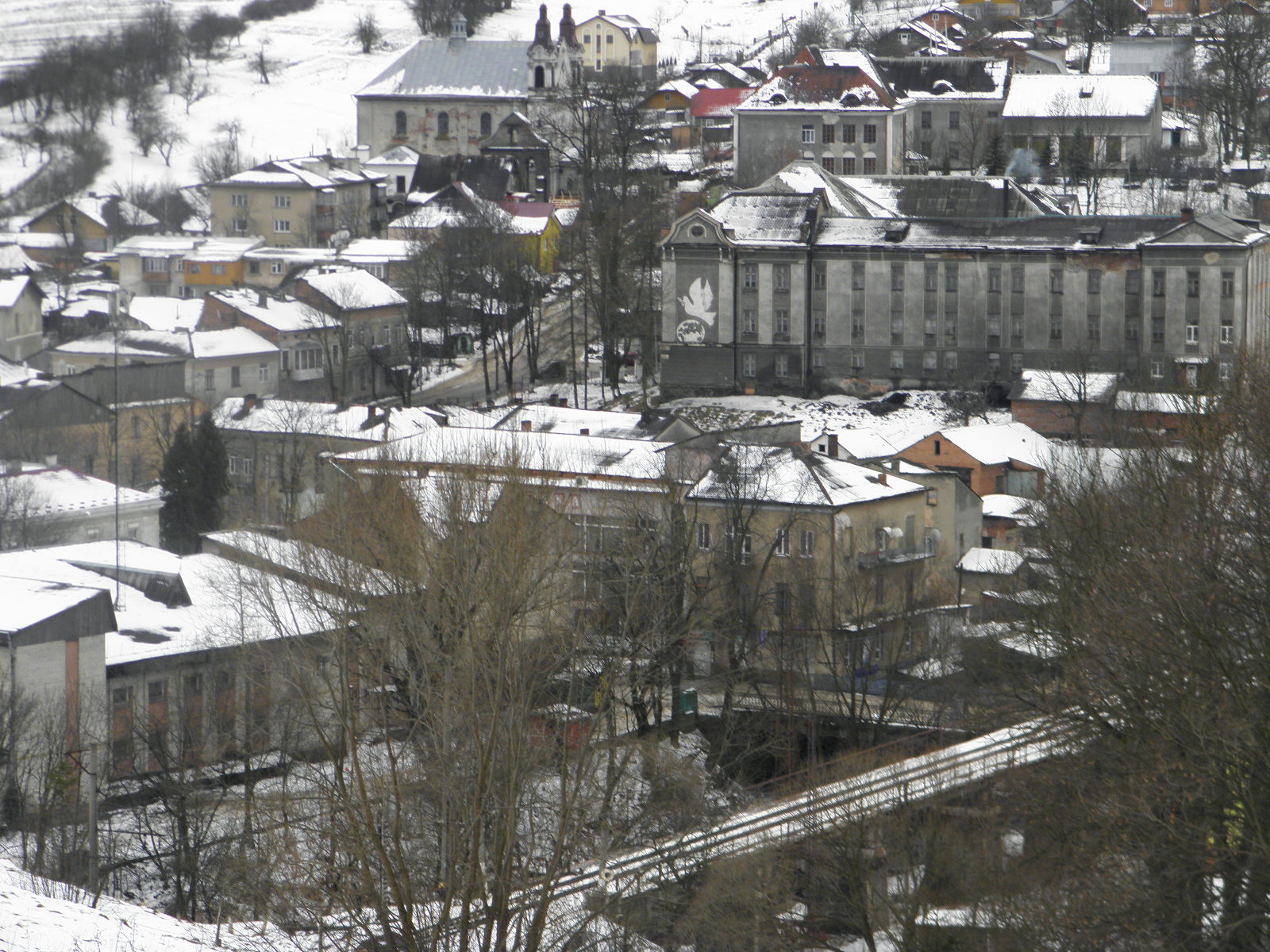
Панорама міста з окопища